# Léo Deschâtelets
O. Léo Deschatelets OMI (ur. 8 marca 1899 roku w Montrealu, zm. 1 listopada 1974 w Rzymie) – ksiądz katolicki, generał i członek Zgromadzenia Misjonarzy Oblatów Maryi Niepokalanej.
O. Léo Deschatelets złożył swoje pierwsze śluby zakonne w 1919 r., a już w 1922 r. śluby wieczyste we wspólnocie misjonarzy oblatów Maryi Niepokalanej. W 1925 roku został wyświęcony na kapłana.
Wybrany Przełożony Generalnym na Kapitule w 1947 r. Urząd ten pełnił do 1972 roku. Brał udział jako Ojciec Soborowy w Soborze Watykańskim II.
Zmarł 1 listopada 1974 w wieku 75 lat w Rzymie.